# Bismarckarkipelaget
Bismarckarkipelaget er en gruppe øer udenfor kysten af Ny Guinea i det sydvestlige Stillehav.
Øgruppen fik sit navn efter den tyske kansler Otto von Bismarck og tilhører Papua Ny Guinea.

## Grænser og landskab
Bismarckarkipelaget (tidligere Ny Britannien), var en tysk øgruppe øst for Ny Guinea, 47.100 km2 med ca. 200.000 indbyggere (1925). De større øer af Bismarckarkipelaget dannede en omtrent halvcirkelformet bue med den konkave side mod nordvest. Nærmest ved Ny Guinea ligger Kranz Insel (Crown Island), en 600 m høj vulkanø, derpå Long-øen, Lottin, 1.585 m høj med krater, Umboi (Rook), 1.500 m høj, og nord for denne Tupinier og Ritter-øen, som havde udbrud 1888. Efter disse mindre øer fulgte Ny Pommern (Ny Britannien, 24.000 km2), på hvis vestspids den 670 m høje, virksomme vulkan Hunstein (Below) ligger.
Koralrev findes flere steder ved kysten. Flere steder har man set virksomme og udslukte vulkaner. Det indre er bjergfuldt og skovrigt. Det nordøstlige hjørne af øen kaldtes Gazelle halvøen, øst for hvilken Sankt Georgs-Kanalen skilte Ny Pommern fra Ny Mecklenburg (Ny Irland, 12.000 km2). Denne ø strækker sig fra sydøst mod nordvest. Det sydøstlige hjørne dannes af granit og unge eruptiver, som danner en ca. 1.000 m høj bjergryg med stejle skrænter ned mod havet. Længere mod nord er fundet klipper af sandsten og krystallinsk kalk. Ny Mecklenburg fortsattes af Ny Hannover. Længere mod vest lå Admiralitetsøerne og vest for disse en mængde lave koraløer.

## Klima
Klimaet er tropisk med regn til alle årstider. I den sydlige halvkugles sommer er nordvest-monsunen den hyppigste vind, i den sydlige halvkugles vinter derimod sydøst-passaten.

## Plantevækst
Øerne er rige på skov, enkelte steder findes dog også savanneland.

## Befolkning
Indbyggerne er papuaer, som lever af at dyrke yams, bananer, kokos og brødfrugttræer. Af husdyr holdes svin, høns og hunde.
Menneskeæderi var tidligere meget udbredt. Man fortærede faldne fjender, men tillige foretoges formelige menneskejagter for at skaffe menneskekød, som derefter solgtes. Foruden de indfødte fandtes på Bismarckarkipelaget (1909) 474 europæere, hvoraf 364 tyskere, og 396 kinesere. Til plantage var indtaget (1908) 13.464 ha. Der udførtes copra, bomuld, kaffe og kautsjuk.

## Historie
Administrativt hørte Bismarckarkipelaget under Kaiser Wilhelm's Land. Bismarckarkipelaget opdagedes 1616 af Schouten og Le Maire, hvilke dog, lige som Tasman (1643), antog Øerne for Dele af Ny Guinea. Først Dampier viste (1700), at de var selvstændige øer. 1872 begyndte tyskerne at anlægge faktorier, og 1884 toges de i besiddelse af Tyskland.